# Bohner Stream
Koordinaten: 77° 42′ S, 162° 34′ O
Der Bohner Stream ist ein 3 km langer Schmelzwasserfluss im ostantarktischen Viktorialand. Er fließt vom südlichen Ende des Sollas-Gletschers zum Priscu Stream im Taylor Valley.
Das Advisory Committee on Antarctic Names benannte ihn 1996 nach Commander Robert T. Bohner von der United States Navy, Hubschrauberpilot der Flugstaffel VX-6, der 1986 Einsätze in Antarktika flog, zwischen 1989 und 1991 kurzzeitig für die National Science Foundation tätig war und im Projekt Winfly 1991 die Hubschrauberflüge zu den Antarktischen Trockentälern koordinierte.